# Salat Dhuhr
Salat Dhuhr  (arabe : صَلَاة ٱلظُّهْر, Ṣalāt aẓ-Ẓuhr, /sˤa.laːt aðˤ.ðˤuhr/, « prière de midi ») est une prière pratiquée par les musulmans juste après que le soleil passe au zénith,. C'est la deuxième (en comptant à partir de minuit), ou la quatrième (en comptant à partir du coucher du soleil comme dans la tradition musulmane), des cinq prières quotidiennes appelées salat. Le vendredi elle est remplacée par la prière du vendredi (jumu'ah) à la mosquée. Elle comprend quatre rak'ahs (unités de prière).

## Horaire
La prière doit être effectuée juste après que le soleil soit passé au zénith.
Dans l'école malikite, le temps accordé pour accomplir cette prière se divise en deux : le temps ikhtiyari, entre l'adhan de dhuhr et celui de asr, durant lequel la prière doit être accomplie si le fidèle n'a pas d'excuse valable, et le temps daruri, entre l'adhan de asr et celui de maghreb, temps supplémentaire accordé au fidèle disposant d'une excuse valable l'empêchant d'accomplir la prière dans son temps ikhtiyari.

## Obligation
Les cinq prières, dont celle-ci, sont l'un des cinq piliers de l'islam, obligatoire pour chaque musulman ayant atteint la puberté.

## Autres transcriptions
- dhuhr, zuhr, zohr, thuhr, dhohr.

## Déroulement

### 4 Rak'ah Farz
|                         | Rak'ah 1               |                |  |                     | Rak'ah 2               |                 |  |          | Rak'ah 3     |                 |  |                                      | Rak'ah 4     |                 |
| Position                | Instruction            | Récitation     |  | Position            | Instruct.              | Récitat.        |  | Position | Instruct.    | Récitat.        |  | Position                             | Instruct.    | Récitat.        |
| ----------------------- | ---------------------- | -------------- |  | ------------------- | ---------------------- | --------------- |  | -------- | ------------ | --------------- |  | ------------------------------------ | ------------ | --------------- |
| Debout                  | Intention (Niyyah)     | silencieux     |  |                     |                        |                 |  |          |              |                 |  |                                      |              |                 |
| Debout les mains levées | takbir                 | Dieu est grand |  | Debout              | Al-Fatiha 2ème sourate |                 |  |          |              |                 |  |                                      |              |                 |
| Debout                  | Al-Fatiha 2ème sourate |                |  | Debout mains devant | Qunout                 | Demande à Dieu  |  | Debout   | Subhan Allah | Gloire à Dieu   |  | Debout                               | Subhan Allah | Gloire à Dieu   |
| Ruku                    | Subhan Allah           | Gloire à Dieu  |  | Ruku                | Subhan Allah           | Gloire à Dieu   |  | Ruku     | Subhan Allah | Gloire à Dieu   |  | Ruku                                 | Subhan Allah | Gloire à Dieu   |
| Debout                  |                        | Dieu écoute    |  | Debout              |                        | Dieu écoute     |  | Debout   |              | Dieu écoute     |  | Debout                               |              | Dieu écoute     |
| Sujud                   | 1er Sadjan             | Gloire à Dieu  |  | Sujud               | 1er Sagjan             | Gloire à Dieu   |  | Sujud    | 1er Sagjan   | Gloire à Dieu   |  | Sujud                                | 1er Sadjan   | Gloire à Dieu   |
| Assis                   |                        | Pardon à Dieu  |  | Assis               |                        | Pardon à Dieu   |  | Assis    |              | Pardon à Dieu   |  | Assis                                |              | Pardon à Dieu   |
| Sujud                   | 2ème Sadjan            | Gloire à Dieu  |  | Sujud               | 2ème Sadjan            | Gloire à Dieu   |  | Sujud    | 2ème Sadjan  | Gloire à Dieu   |  | Sujud                                | 2ème Sadjan  | Gloire à Dieu   |
|                         |                        |                |  | Assis               | Tashahud               | Dieu est unique |  | Assis    | Tashahud     | Dieu est unique |  | Assis                                | Tashahud     | Dieu est unique |
| Debout                  |                        | Merci à Dieu   |  | Debout              |                        | Merci à Dieu    |  | Debout   |              | Merci à Dieu    |  | Assis Regard à droite, puis à gauche | Taslim       | Salam           |